# Corps algébriquement clos
En mathématiques, un corps commutatif K est dit algébriquement clos si tout polynôme de degré supérieur ou égal à un, à coefficients dans K, admet (au moins) une racine dans K. Autrement dit, c'est un corps qui n'a pas d'extension algébrique propre.
Si K est algébriquement clos, tout polynôme non constant à coefficients dans K est scindé dans K, c'est-à-dire produit de polynômes du premier degré. Le nombre de ses racines dans K (comptées avec leur ordre de multiplicité) est donc exactement égal à son degré.
Par exemple, le corps des nombres réels n'est pas algébriquement clos, parce que le polynôme X2 + 1 n'a pas de racine réelle. Au contraire, le corps des nombres complexes est algébriquement clos : c'est le théorème fondamental de l'algèbre aussi connu sous le nom du théorème de d'Alembert-Gauss.
Tout corps K a une clôture algébrique, qui est « le » plus petit corps algébriquement clos dont K est un sous-corps. La clôture algébrique d'un corps donné est unique à K-isomorphisme près (isomorphisme de corps laissant invariant chaque élément de K). En particulier, le corps des nombres complexes est la clôture algébrique du corps des nombres réels et le corps des nombres algébriques est la clôture algébrique du corps des nombres rationnels.
Un corps fini K ne peut être algébriquement clos. En effet, si l'on considère le produit P(X) = ∏k∈K (X – k), alors P + 1 est un polynôme non constant ne possédant aucune racine dans K (il prend la valeur 1 en chaque élément k de K).
La théorie du premier ordre des corps algébriquement clos admet l'élimination des quantificateurs. Par conséquent, la théorie des corps algébriquement clos de caractéristique fixée est complète, et un énoncé du premier ordre est valide pour les corps algébriquement clos de caractéristique nulle si et seulement s'il l'est pour ceux de caractéristique suffisamment grande.